# Nausicaä (personnage)
Vous lisez un « article de qualité » labellisé en 2011.
Pour les articles homonymes, voir Nausicaa (homonymie).
Nausicaä (ナウシカ, Naushika) est l’héroïne du manga Nausicaä de la Vallée du Vent écrit par Hayao Miyazaki et publié entre février 1982 et mars 1994, ainsi que du film d’animation du même nom sorti au cinéma en mars 1984 au Japon et en août 2006 en France. Elle est la princesse de la Vallée du Vent et est amenée à succéder à son père malade au début du manga.
Animée d’un grand amour pour son prochain et pour la vie, elle tente de comprendre, par l’étude de son habitat et de son cycle vital, la raison d’être de la « mer de la décomposition » (ou « forêt toxique » dans l’anime) qui a envahi la Terre en conséquence des « sept jours de feu », guerre technologique qui a détruit une grande partie de l’humanité.
Nausicaä possède une volonté impressionnante et une sorte de magnétisme qui force le respect. Son empathie lui permet d’être en phase avec de nombreux animaux, y compris les ômus, une race intelligente d’insectes géants gardiens de la « forêt toxique » avec lesquels elle parvient à communiquer.
Elle est aussi une fille du vent, et parvient à « voir » les déplacements d’air. Cela lui permet de maitriser son mœve (sorte de planeur avec un moteur d’appoint) mieux que personne.
Le personnage de Nausicaä, très populaire en son temps, a fait l’objet de nombreuses études universitaires ou par des auteurs spécialisés, du fait de ses caractéristiques particulières et novatrices.
À travers les pérégrinations et le parcours initiatique de son personnage, Miyazaki fait une étude approfondie du comportement humain dans un monde post-apocalyptique.

## Création et conception
Miyazaki a découvert Nausicaa, personnage de l’Odyssée, dans le dictionnaire de la mythologie grecque de Bernard Evslin traduit en japonais. Trouvant une « fraîcheur vigoureuse » au prénom, il est « irrémédiablement tombé sous son charme », de par le traitement que faisait l’auteur de cette héroïne qui soigna Ulysse lors de son périple. Le personnage lui a fait penser à une héroïne d’un conte japonais lu dans son enfance, la « princesse qui aimait les insectes » (虫めづる姫君, Mushi mezuru himegimi), jeune fille nubile d’une famille aristocratique japonaise qui était plus intéressée par les insectes et leurs transformations que par les prétendants,. Ce conte est tiré des Histoires qui sont maintenant du passé (今昔物語集, Konjaku monogatari shū), recueil japonais datant de la fin du XIe siècle et début du XIIe siècle.
C’est à partir de ces deux personnages que Miyazaki a conçu son héroïne : « Dans mon esprit, Nausicaa et la princesse qui aimait les chenilles, inconsciemment, ont fini par former un seul et même personnage. »
Helen McCarthy considère le prince Shuna, de la bande dessinée en un seul volume de Miyazaki Le Voyage de Shuna publiée en 1983 par Animage, comme un prototype du personnage de Nausicaä.

### Yala: les prémices de Nausicaä (1980-1982)

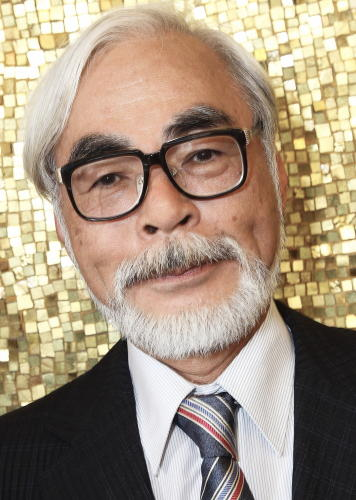
Hayao Miyazaki, auteur du manga et du film d’animation '.

Les prémices du personnage de Nausicaä se trouvent dans un projet avorté de Hayao Miyazaki. Souhaitant adapter en anime l’histoire de Rolf (une princesse protégée par son chien), bande dessinée américaine de Richard Corben publiée dans Voice of Comicdom no 16 et 17 en 1970-1971 et rééditée en couleurs dans Heavy Metal no 32 à 34 en 1979-1980, et à laquelle Miyazaki trouvait des similitudes avec La Belle et la Bête dont il voulait également s’inspirer, le mangaka pense alors créer un personnage en mettant en avant le thème de « la dévotion, le don de soi ». Trouvant cependant le personnage de la princesse « fade » dans la bande dessinée, il imagine « une jeune fille au caractère affirmé, débordante de sensibilité et assortie d’un père incapable ».
Ce personnage, nommé par Miyazaki « Yala » (ヤラ, Yara), marque le point de départ de Nausicaä ; princesse très jeune « portant le poids écrasant de son destin », à laquelle son père, un roi malade, lègue le fardeau de son royaume et de ses sujets, bridant ses aspirations personnelles,.
Le mangaka avait doté Yala d’un chien « qui l’accompagnait toujours depuis son plus jeune âge et qui éprouvait des sentiments particuliers envers sa maîtresse » ; on retrouve ce compagnon canin dans plusieurs esquisses datant de la phase de conception du personnage,,.

### De Yala à Nausicaä

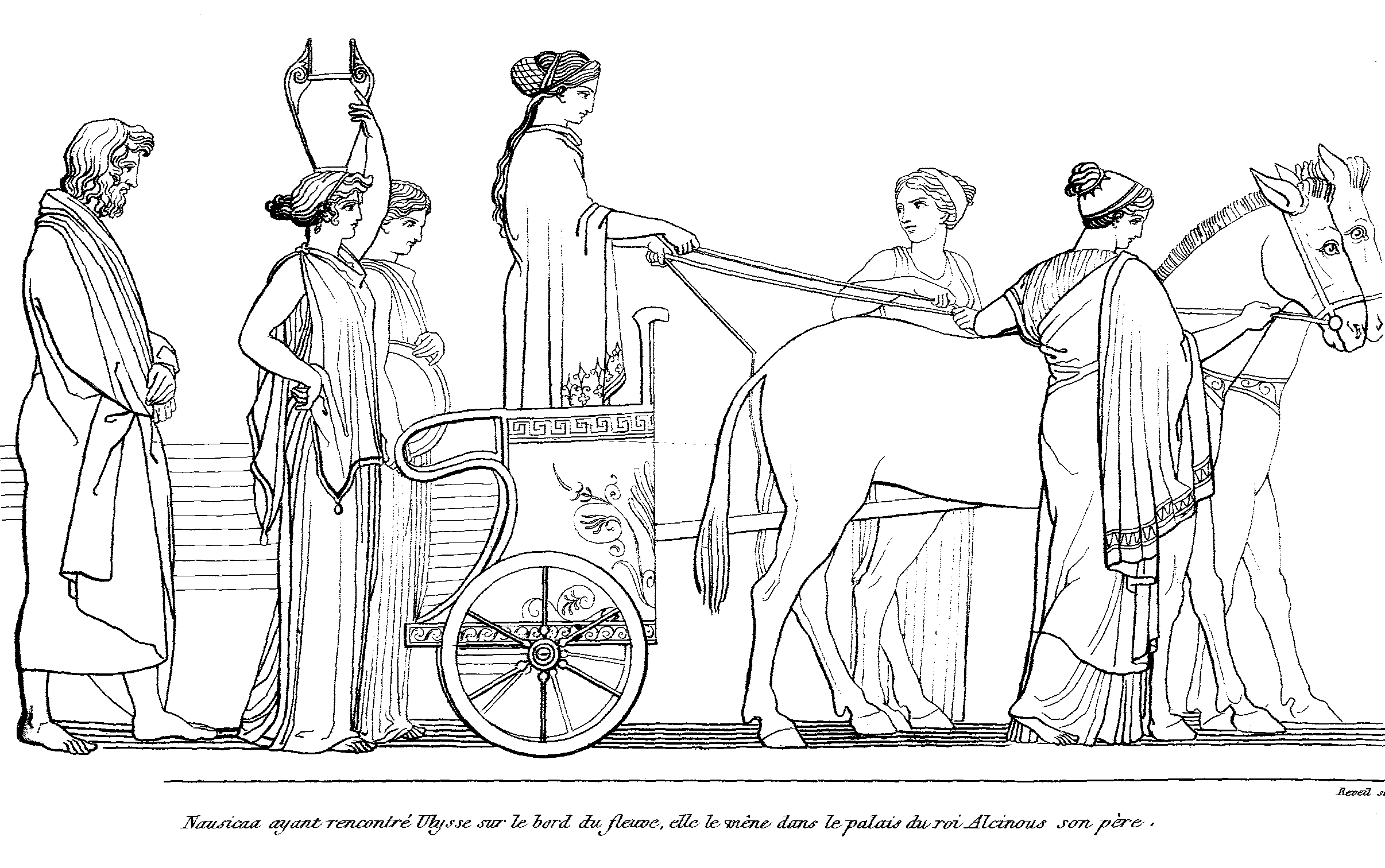
Illustration de Nausicaa, héroïne de l’Odyssée qui a inspiré Miyazaki.

La transition de Yala à Nausicaä est marquée par la volonté de Miyazaki de donner une autre dimension à son héroïne.
Alors que le mangaka avait pour idée de doter Yala d’un pantalon court et de mocassins bas, exposant ses jambes nues pour « rendre efficacement les mouvements vigoureux d’un personnage dynamique », il doit abandonner cette idée, car elle n’était pas compatible avec l’écosystème agressif dans lequel Nausicaä évolue. Déjà à cette époque, le nom « Nausicaä » l’attire, et l’on peut voir sur un croquis Yala (ヤラ, Yara) barré et remplacé par Nausicaä (ナウシカ, Naushika).
Miyazaki pensait à l’origine faire de Yala une fille plus pulpeuse que ses personnages féminins habituels, caractéristique qui se retrouve dans certaines ébauches dessinées entre 1980 et 1982. Il s’est cependant rendu compte qu’il ne pourrait pas dessiner Nausicaä nue sans que ça ne soit une trahison dont il aurait dû s’excuser. Il considère après coup qu’il n’y avait de fait aucune raison de donner une telle dimension à son personnage, et que ce revirement est le reflet de son désir d’écrire une histoire plus « spirituelle ». Quand Miyazaki dessine son héroïne dans des poses un peu « sexy » (comme sur la couverture du numéro d’Animage de mars 1993, où Nausicaä pose de face en souriant dans un débardeur déchiré), Miyazaki déclare d’ailleurs avoir conscience que « Nausicaä ne prendrait jamais une telle pose », ce qui ne l’empêche cependant pas de dessiner de telles illustrations. Il pense malgré tout que ne pas la dessiner jolie aurait causé certains problèmes, car il avait besoin d’être subjugué par son héroïne.
Lorsqu’il doit dessiner pour les couvertures ou les affiches son personnage de face et souriant, Miyazaki prend acte de la difficulté que cela représente, car selon lui, « ça ne correspond pas au caractère de [son] héroïne ». Il n’aime pas « représenter Nausicaä trop rayonnante ou dans des attitudes typiques d’héroïne », et l’imagine plutôt, quand elle est seule, avec une mine « grave […] calme et posée » (mais « pas renfrognée »). S’il considère son héroïne « sombre et réservée », cette facette est contrebalancée selon lui par « le caractère propre à sa féminité ». Il pense également que ces personnages « loin d’être épanouis […] sont les plus altruistes ».
La transcription japonaise (qui détermine également la prononciation) du nom « Nausicaä » choisie par Miyazaki est celle proposée par Yataka Kobayashi, le traducteur de l’ouvrage de Bernard Evslin : ナウシカ (nauʃika). Le mangaka l’a préférée à celles alors en usage ノシカ (noʃika) et ノジカ (noʒika).
Le chien de Yala a quant à lui disparu au profit du renard-écureuil Teto, adopté par Nausicaä au tout début du manga et du film d’animation, qui accompagne l’héroïne dans toutes ses tribulations et la protège à plusieurs reprises.

### Conception d'une héroïne hors normes
Miyazaki ne cache pas avoir voulu brosser le portrait d’une héroïne atypique. Interrogé sur les capacités hors normes de Nausicaä, autant dans le domaine des armes que dans celui de l’intellect, le mangaka déclare qu’à l’époque où il a créé son héroïne, la plupart des héros étaient trop proches de personnes lambda afin de permettre aux lecteurs de s’identifier et de trouver l’histoire plausible. N’appréciant pas vraiment cette tendance, il a créé Nausicaä de manière qu’elle ne ressemble pas à une personne ordinaire.
Il précise lors d’une interview faite par le Young Magazine que le caractère qu’il comptait lui insuffler ne pouvait l’être que dans un personnage féminin, car « Nausicaä n’est pas une héroïne qui défait ses adversaires, mais les comprend et les accepte. Elle vit dans une autre dimension. » ; selon lui, un héros masculin conduit à trop de préjugés dans une fiction d’aventure, comme devoir introduire des antagonistes méchants aux yeux de tous, comme « les nazis dans Indiana Jones »,.
Concernant les affinités de Nausicaä avec le vent, l’auteur dit s’être inspiré de traductions de vieux ouvrages européens de géographie datant du Moyen Âge, où la maîtrise du vent était décrite comme de la « sorcellerie », crainte et respectée. Miyazaki a été impressionné par les usages décrits de l’utilisation des moulins, pour diverses tâches comme « repousser l’avancée des dunes ou moudre le grain ». Inspiré par Le Cycle de Terremer d’Ursula K. Le Guin, il a créé le terme de « maître du vent » (風使い, kaze tsukai) comme alternative au terme « Maître Ventier », dont la traduction japonaise kaze no shi (風の司, litt. « celui qui dirige le vent ») lui semblait bien trouvée, bien qu’ignorant le terme original.
Dans le film d’animation (qu’il conçoit durant l’écriture du manga), Miyazaki renforce encore le caractère de Nausicaä, afin de donner l’impression au spectateur qu’elle peut faire face à n’importe quel danger ou situation. D’après lui, son héroïne est gouvernée dans cette œuvre par une sorte d’animisme qu’il lui transmet,.
Dans une série d’interviews accordées au magazine de critique littéraire YOM édité par Iwanami Shoten à l’occasion de la fin de la série en 1994, l’auteur raconte qu’il avait hésité à l’origine à faire de Nausicaä une princesse, mais qu’il voulait justifier le fait qu’elle paraissait appartenir à une élite. Finalement, en terminant son œuvre, il s’est aperçu que ses idéaux avaient radicalement changé, et ce plus à travers l’écriture de l’épopée que par sa propre évolution dans la société. Les différences entre classes sociales ne lui semblent alors plus significatives : peu importe dans quel milieu social Nausicaä est née, la seule chose qui importe est sa personnalité et en quoi celle-ci la rend digne d’estime.
Tout du long des quatorze années qu’a duré la conception du manga, l’image que l’auteur se faisait de Nausicaä est restée intacte ; il est parvenu cependant à « mieux la comprendre qu’avant ».

## Histoire
L’histoire du manga, peaufinée par Hayao Miyazaki durant 13 ans (de février 1982 à mars 1994), est parue dans le magazine Animage, puis a été éditée en sept tomes grand format. Elle est beaucoup plus complexe et développée que l’histoire racontée par le film d’animation.
Le film d’animation a été conçu en 1984 quand Tokuma Shoten, l’éditeur d’Animage qui diffusait le manga Nausicaa de la Vallée du Vent (風の谷のナウシカ, Kaze no Tani no Naushika), a décidé que le manga avait suffisamment de succès pour parier sur celui d’une version animée. S’il reprend le contexte et les personnages, le scénario est profondément différent de celui de la version papier. On peut tout de même noter que de nombreuses scènes, déjà parues dans le manga (correspondant alors à peu près aux deux premiers tomes), ont été reprises telles quelles ou avec de légers changements.
Note : Dans les résumés ci-dessous, les parties de l’intrigue où Nausicaä est absente ont été volontairement omises pour se concentrer sur le personnage.

### Manga
Au début du manga, Nausicaä, princesse de la Vallée du Vent, doit succéder à son père malade qui ne peut plus partir en guerre pour honorer une ancienne alliance et étant la seule survivante d'une fratrie de onze enfants. Sous le commandement de la princesse tolmèque Kushana, elle doit donc partir en guerre contre l’empire dork dans une mission suicide à travers la mer de la décomposition. Retardée dans la forêt par l’attaque d’Asbel qu’elle sauve des insectes, elle rencontre une tribu dork, et apprend leurs plans de destruction de l’armée tolmèque. Alors qu’elle aide le bébé ômu torturé par les Dorks pour attirer les insectes sur l’armée tolmèque, sa robe est teinte de bleu par le sang de l’ômu, et elle est reconnue comme « l’être vêtu de bleu » qui doit provoquer une révolution dans le monde.
Ayant réveillé les vieilles légendes hérétiques, Nausicaä se fait un ennemi mortel du saint-empereur dork, Miralupa, qui, par ses facultés cognitives, tente régulièrement d’infiltrer son esprit quand elle est en état de faiblesse. Ce dernier, trahi par son frère aîné, trouve aux portes de la mort sa rédemption dans l’esprit de Nausicaä. S’enfonçant de plus en plus dans les terres dork où se prépare un nouveau « grand raz-de-marée » du fait de l’utilisation par les Dorks des spores toxiques comme arme de guerre, Nausicaä est témoin de scènes de guerre dramatiques auxquelles se mêlent les insectes de la mer de la décomposition. Elle parvient au fur et à mesure à comprendre le rôle de la forêt toxique et de ses habitants dans la purification de la Terre, ainsi que leur mode opératoire.
Alors que le nouvel Empereur, Namuris, décide d’épouser Kushana pour former un empire unique uni sous sa férule, il est victime d’un rejet dû à ses nombreux changements de corps, et lègue à Nausicaä en guise de vengeance un dieu-guerrier géant, arme technologique vivante de l’ancien monde, et qui a provoqué sa destruction lors des « sept jours de feu ». Ne sachant que faire de cette créature qui la prend pour sa mère, incontrôlable et incommensurablement dangereuse, trouvée à Pejite, puis volée par les Tolmèques, et enfin par les Dorks, Nausicaä nomme le dieu-guerrier Ôma. Elle décide d’aller avec lui au cimetière de Shuwa pour sceller l'accès à toutes les technologies de l’ancien monde qu’il contient.
Alors qu’elle subit une épreuve morale initiatique dans le jardin idyllique de Shuwa qu’elle doit parvenir à quitter (le gardien a pris une apparence proche de celle de sa mère, et tente de la retenir), Ôma, utilisé par l’empereur tolmèque Vuh, engage le combat contre le gardien du cimetière, un bâtiment inexpugnable. Après avoir créé une brèche dans le bâtiment, Ôma tombe, mortellement blessé. Nausicaä le rejoint finalement dans les fondations du bâtiment qu’ils détruisent ensemble, scellant la technologie ancienne afin que le monde nouveau puisse repartir sur des bases saines.

### Film d'animation
Après avoir trouvé une carapace d’ômu en recueillant des spores dans la forêt toxique, Nausicaä se porte au secours de maître Yupa, attaqué par un ômu qu'elle parvient à calmer. À leur retour dans la Vallée du Vent, Nausicaä se fait raconter par la vieille Oh-Baba la légende de l’être vêtu de bleu qui « descendra du ciel sur un champ tapissé d’or, et renouera le lien perdu avec la Terre ». La nuit suivante, ils aperçoivent un vaisseau tolmèque en perdition attaqué par des insectes ; le vaisseau s’écrase non loin, et Nausicaä recueille les dernières paroles de Lastel, princesse de la cité de Pejite, otage des Tolmèques, qui s’inquiète de savoir si la cargaison a bien été détruite. En voulant détruire les spores disséminées par l’avion, les gens de la vallée remarquent un insecte blessé que Nausicaä parvient à rasséréner et à reconduire dans la forêt.
La cargaison du vaisseau écrasé est un dieu-guerrier en état de sommeil. Les gens de la vallée ne tardent pas à recevoir la visite de vaisseaux et chars tolmèques qui assassinent le roi Jill, père de Nausicaä. Prise de fureur, celle-ci tue de nombreux soldats avant l’intervention de Yupa. Les troupes tolmèques, dirigées par la princesse Kushana ont pour ordre de récupérer le dieu-guerrier pour le faire revivre et brûler la forêt toxique. La vieille Oh-Baba s’oppose à cette idée, révélant que tous ceux qui ont voulu brûler la forêt auparavant ont été détruits par une armée d’ômus en colère qui sont venus détruire les villes, et sont morts de faim, faisant naître encore plus de forêt de leurs carcasses. Pour éviter un bain de sang, Nausicaä accepte de coopérer avec Kushana, et de l’accompagner, comme otage, pour rejoindre le gros des troupes tolmèques à la cité de Pejite qu’ils ont déjà vaincue.
Durant le trajet, ils sont attaqués par Asbel, le frère de Lastel, qui détruit la quasi-totalité de la flotte avant de se faire lui-même abattre. Mito, Nausicaä et Kushana parviennent à s’échapper avec le gunship de la Vallée du Vent, et descendent pour secourir la barge qui s’est détachée pendant le combat, avec les anciens à son bord. Nausicaä parvient à les guider pour se poser sur un lac ; alors que Kushana tente de prendre le contrôle de la situation avec son arme, des ômus montent à la surface, et « parlent » à Nausicaä, lui apprenant qu'Asbel est encore en vie et pourchassé par les insectes. Nausicaä donne l’ordre à Mito de remonter avec la barge et de l’attendre, puis part au secours d’Asbel avec son mœve.
Alors que Nausicaä parvient à rattraper Asbel, ils sont projetés au sol par un insecte et tombent dans le sable ; ils se retrouvent sous la forêt. Inconsciente, Nausicaä rêve de son enfance, du moment où elle avait voulu sauver un bébé ômu, créant ainsi son lien avec la race d’insectes. À son réveil, l’air est respirable et Nausicaä comprend le secret de la forêt toxique : les arbres purgent la pollution, la transformant en cristaux, puis meurent en se transformant en sable. Asbel répare le mœve, et ils repartent en direction de la cité de Pejite qu’ils découvrent ravagée par les insectes : des survivants de la ville ont utilisé un bébé ômu torturé pour attirer les insectes sur la ville et la détruire avec les envahisseurs tolmèques. Ils apprennent à Nausicaä qu’ils comptent faire de même avec la Vallée du Vent où se trouvent le dieu-guerrier et les troupes tolmèques. Horrifiée, elle tente de partir, mais est assommée avec Asbel qui tentait de la défendre.
Libérée grâce à une ruse de la mère d’Asbel, Nausicaä s’enfuit avec son mœve au moment où le vaisseau de Pejite est attaqué par les tolmèques ; poursuivie par ceux-ci également, Nausicaä est sauvée par Mito et Yupa aux commandes du gunship ; tandis que Yupa s’occupe des Tolmèques sur le vaisseau de Pejite, Mito et Nausicaä partent enrayer la marche des insectes sur la Vallée du Vent. Ils trouvent le vaisseau transportant le bébé ômu torturé, et Nausicaä parvient à le renverser grâce à son mœve, tandis que Mito part prévenir les habitants de la vallée. Nausicaä empêche le bébé blessé d’entrer dans le lac d’acide, teintant sa robe du sang bleu de l’insecte. Elle force les conducteurs du vaisseau à les emmener pour les déposer devant l’armée d’ômus qui se dirige sur la vallée.
Nausicaä fait face à la masse d’ômus en colère qui chargent et se retrouve projetée par le choc. Son sacrifice stoppe la colère des insectes qui forment un cercle autour de l’héroïne, la ramènent à la vie et la transportent sur leur multitude de tentacules dorés. La vieille Oh-Baba y reconnaît l’être vêtu de bleu tel que le décrit la légende.

## Personnalité
Dans un chapitre d’analyse sur la « masculinité féminine dans les œuvres de fiction », James E. Roberson et Nobue Suzuki considèrent que Miyazaki a brossé le portrait d’une héroïne « jeune et forte, bien ancrée dans la tradition shōjo »,. Ils relatent la conception de Ogita, un dramaturge écrivant pour la Revue Takarazuka qui compare son travail avec celui de Miyazaki : pour lui, le plus important est le fait que les héroïnes du mangaka sont pures et asexuées, donnant plus de volume dans le traitement des thèmes de la pureté et de la force. Dans le manga, lors de leur première rencontre, le vénérable dork du clan Mani décrit Nausicaä comme « une enfant remarquable », dotée d’« une alchimie […] profonde de douceur et d’intrépidité ».
Susan J. Napier, professeur en langue et littérature asiatique (université Tufts), diplômée de Harvard et auteur de livres sur le sujet des anime, voit Nausicaä comme une « personnalité unique, combinant les qualités féminines (émerveillement, compassion, sympathie) et masculines (connaissances techniques et puissance physique) ». Son entrée en scène dans le film, comme une « figure androgyne masquée », révèle bientôt un caractère « charmant et lyrique du shōjo traditionnel », appuyé par la voix de la seiyū, quand Nausicaä s’émerveille devant la carapace de l’ômu, et part en rêverie sous la neige des spores de la forêt. Les qualités de l’héroïne semblent évidentes dès le début du film, l’étrangeté du décor vu à travers ses yeux laissant au spectateur une impression puissante ; elle représente un « idéal de la féminité […], polymathe, dotée de pouvoirs particuliers et potentiellement une figure messianique »,. Selon elle, la maîtrise du vent par Nausicaä, ainsi que la scène finale où l’héroïne marche sur un champ créé par les tentacules des ômus sont des éléments d’un thème récurrent dans l’œuvre de Miyazaki : en dotant ses héroïnes de la capacité de voler, l’auteur symbolise leur capacité à dépasser les limites du réel.
Raphaël Colson, essayiste français de science-fiction passionné de l’œuvre de Miyazaki et Gaël Régner, spécialiste de la langue et de la culture japonaise, auteurs de l’essai Hayao Miyazaki : Cartographie d’un univers, voient en Nausicaä une jeune fille qui a dû « grandir plus vite que son âge » du fait de ses responsabilités, mais agit avec maturité, diplomatie, attention et résolution. Ils voient en elle « la princesse d’une féodalité idéalisée […] aimée et respectée par ses sujets, […] crainte et admirée par ses ennemis ».

### Empathie et communication
Lucy Wright considère que la vision qu'a Nausicaä de la forêt est similaire à la vision shinto du monde par Motoori Norinaga : « Le ciel, la terre et tout ce qu’ils contiennent sont dignes d’intérêt si on les observe attentivement. » Pour elle, Nausicaä est une exception dans sa capacité à voir la « bonne nature » en toute chose. Tandis que les autres personnages ignorent ou attaquent la forêt, elle est capable de voir la sincérité (真心, magokoro), et respecte toutes les formes de vie. L’héroïne est ainsi une sorte de « déesse purificatrice » qui rachète les fautes des autres protagonistes. Dans le manga, à un vieux moine qui prétend que « la mort de ce monde est inéluctable » du fait de la folie des hommes, Nausicaä rétorque : « Notre Dieu des Vents nous enseigne que la vie est au-dessus de tout ! Et moi j’aime la vie ! La lumière, le ciel, les hommes, les insectes, je les aime plus que tout !! » Raphaël Colson et Gaël Régner considèrent que cette vision « refuse évidemment tout manichéisme », et que Nausicaä est lucide sur les souffrances de son peuple. Mais savoir que, même dans la douleur, on peut trouver de l’espoir et des instants de joie lui permet de « promouvoir une coexistence fraternelle » entre les hommes et la Mer de la décomposition. En découvrant le secret de cette dernière, elle comprend qu’ils forment un écosystème commun avec les insectes, contredisant la vision de son père (« Les insectes et les hommes ne peuvent pas vivre dans le même monde. »).
Plus tard, Nausicaä répond au gardien du tombeau de Shuwa qui tente de la faire passer pour égoïste puisqu'elle refuse la purification programmée de la Terre passant par le sacrifice de toutes les vies du monde ancien : « Nous pouvons connaître la beauté et la cruauté du monde sans l’aide d’un tombeau géant et son escorte de serviteurs. Parce que notre dieu, lui, est vivant dans la moindre feuille et le moindre insecte. » ; les deux auteurs reconnaissent également dans ces tirades une « conception du monde faisant clairement appel à l’esprit shintô ».
Selon Patrick Drazen, Nausicaä possède l’esprit yasashii (優しい, litt. « gentil »), la compassion qui manque à Kushana, la princesse de l’empire tolmèque, et qui lui permet de comprendre la raison d’être des insectes et de les accepter au lieu de les combattre comme son opposante. Il considère que Nausicaä, en poussant plus loin le comportement de la « princesse qui aimait les insectes » dont elle a été inspirée, « peut difficilement être considérée comme une héroïne traditionnelle », mais que le contexte justifie toutes ses actions.
Ce trait de caractère est accentué par les facilités de communication de Nausicaä qui parvient à comprendre de nombreuses formes de vie (humains, animaux, végétaux), et à être comprise par elles. Toute petite, elle tente de s’interposer entre un bébé ômu et les gens de son peuple, créant un lien avec la race des insectes géants. Son ancien mentor, Yupa, remarque à plusieurs reprises cette affinité avec les animaux,,, ainsi que son don pour comprendre la forêt. D’après Raphaël Colson et Gaël Régner, cette volonté de comprendre et de trouver des remèdes trouve son origine dans un lourd fardeau : Nausicaä est la seule survivante d’une fratrie de onze enfants ; ses aînés lui ont permis de vivre en absorbant le poison du corps de leur mère.
Pour venir en aide à des personnes ou des animaux, Nausicaä n’hésite pas à se mettre régulièrement elle-même en danger, comme lorsqu’elle enlève son masque respiratoire parmi les spores toxiques pour donner des instructions à des hommes en perdition, ou qu’elle descend dans un puits aider des hommes attaqués par un insecte géant.
L’auteur de Travelling sur le cinéma d’animation à l’école, Vincent Marie, fait remarquer que le personnage de Nausicaä est le « héraut parfait » du message de Miyazaki sur « le respect envers toute forme de vie » : elle est la seule à pouvoir, ou plutôt à vouloir entrer en communication avec les ômus, avec un appeau à insectes tout d’abord, puis par télépathie. Par cette communication et ces échanges, Nausicaä « atteint la plénitude intérieure [et] accède à une dimension originaire, particulièrement harmonieuse, presque fœtale […] ».

### Un côté messianique
Dans le chapitre intitulé « Nausicaä de la Vallée du Vent : la grande saga mythopoétique de Hayao Miyazaki » publié dans le cadre d’une étude sur Mythe et bande dessinée faite à l’université Clermont-Ferrand-II, Nathalie Dufayet décrit le manga de Hayao Miyazaki comme une « mythologie » homérique. Héritière des préceptes du shintoïsme, Nausicaä est dotée de « dons d’empathie quasi surnaturels – et ce pour communiquer avec toutes sortes d’êtres vivants ». Dans son vêtement bleu teinté de sang d’ômu, sur son mœve, Nausicaä incarne la légende hérétique dork de l’« Être ailé vêtu de bleu » amené à sauver l’humanité, représentant l’« Éternel retour du messie » et donnant une « dimension mythique » au personnage, accentuée par le fait que le nom de l’œuvre est celui de l’héroïne. Cependant, du point de vue de Nausicaä, « cette image n’est qu’un leurre idéologique supplémentaire » ; c’est malgré elle que ses aspirations à « sauver ce qu’il reste de vivant et d’humain dans le monde » fait ressortir un « messianisme patent ». Le premier à la reconnaître ainsi est finalement le vénérable du clan Mani qui se sacrifie pour la sauver, en laissant un message télépathique à son peuple : « Les anciennes prédictions disaient vrai… L’élue qui vous guidera vers des terres pures de verdeur est apparue ! Elle est éprise des arbres, parle aux insectes et appelle le vent, tel un oiseau… »,.
Susan J. Napier remarque que Nausicaä, en tant que figure messianique, se détache de la tradition par sa condition féminine. Cependant, son association avec la figure messianique masculine de l’être vêtu de bleu sur la tapisserie de la chambre du roi Jill dans le film d’animation en fait, selon l’universitaire japonais Kamata Tôji, une figure androgyne, peut-être même équivalente à un Bodhisattva, disciple de Bouddha combinant compassion et actions salvatrices,. Susan J. Napier compare le côté messianique de Nausicaä avec celui du personnage Tetsuo dans Akira : bien qu'ils soient tous deux dotés de capacités « surnaturelles », le messianisme de Tetsuo, « clairement négatif et solipsiste » est orienté vers la destruction et l’absence de considération des survivants du monde post-apocalyptique, tandis que celui de Nausicaä est purement constructif, lui permettant de communiquer avec les ômus, et de leur inspirer de la compassion pour l’homme. Le « sacrifice » de Nausicaä pour le reste de l’humanité et sa « résurrection », à la fin du film d’animation, semble être la seule voie messianique logique selon la critique et auteur américaine.
Raphaël Colson et Gaël Régner considèrent que Nausicaä « appartient indéniablement à la famille des messies », mais que cette image qu’elle renvoie n’est pas calculée : la spontanéité dont elle fait montre lorsqu’elle apporte son aide aux Dorks, comme aux Tolmèques, associée à sa capacité à voyager dans les airs tel un oiseau sur son mœve fait resurgir les anciennes légendes en des temps de doutes et de grands changements. De plus, certains « miracles », comme sa découverte dans une poche de sérum vital au sein de la forêt toxique renforce son côté messianique auprès des différents peuples qu’elle est amenée à côtoyer et qu’elle parvient ainsi à « rallier à sa cause pacifiste ». En comparaison avec Paul Atréides du Cycle de Dune, de Frank Herbert, autre figure messianique et source d’inspiration pour Miyazaki, ce statut d’icône n’est pas non plus revendiqué : tout comme Paul, Nausicaä a « présidé à la naissance d’une nouvelle ère », mais contrairement à lui, elle n’a pas « imposé une nouvelle organisation, du style rigide et dogmatique ». Les deux essayistes voient ce rôle comme une évolution de celui du prince dans Le Voyage de Shuna : bien que visant le même objectif, la libération de l’humanité, leurs destinés « s’inscrivent dans des trajectoires diamétralement inversées » : Nausicaä a un caractère bien plus universel, à dimension messianique, que Shuna qui « s’inscrit dans une perspective intimiste ».
Miyazaki a, quant à lui, réalisé au cours de l’écriture du manga que le rôle de Nausicaä n’était pas celui d’une dirigeante, mais plutôt celui d’une représentante appelée à guider les autres par ses observations. Plus que son héroïne elle-même, ce sont donc ceux qui lui font finalement confiance qui sont appelés à « faire bouger les choses ». Il est embarrassé de ce côté messianique qui transparaît dans le film lors de la scène de la résurrection, n’ayant pas réussi à gérer le scénario de manière que les ômus s’arrêtent avant de projeter son héroïne, et explique dans Art of Laputa qu’il « n’avait pas dans l’idée de faire de Nausicaä une Jeanne d’Arc [et souhaitait] enlever les aspects religieux. Malgré tout, cette scène est devenue une scène religieuse. ».

### Un côté sombre
La vengeance de Nausicaä sur les soldats qui ont assassiné son père choque Susan J. Napier qui trouve déplacée une telle scène, digne d’un héros classique masculin. Cependant, le passage qui suit voit les regrets de Nausicaä, et la montre vulnérable pour la seule et unique fois dans le film. En la montrant dans une scène de violence aveugle, puis de contrition intense, Miyazaki humanise son personnage, le rendant encore plus complexe.
Patrick Drazen considère cependant que lorsque Nausicaä prend l’épée pour combattre et tuer, c’est pour venger son père assassiné ; pour lui, même si elle agit durant cette scène de manière agressive et violente, elle conserve un esprit yasashii, comme San, l’héroïne de Princesse Mononoké.
Selon Miyazaki, « Nausicaä et Kushana sont très similaires ; elles sont comme les deux faces d’une même pièce »,. Mais Kushana, du fait de ses blessures, est « le personnage le plus noir et le plus destructeur » que l’auteur considère avoir dessiné, se rapprochant de héros comme Shuna dans Le Voyage de Shuna ou Ashitaka dans Princesse Mononoké ; le côté sombre et réservé de Nausicaä est le reflet de ce caractère enfoui. Après son acte, pleurant dans les bras de son ancien mentor Yupa, Nausicaä se rend elle-même compte de cette haine qui dort en elle.
Raphaël Colson et Gaël Régner voient dans cette violence latente qui sommeille en Nausicaä « une faille qu’elle n’aura de cesse de vouloir refermer » car elle la terrifie : « l’impulsivité de ses sentiments peut la pousser à commettre de terribles erreurs ». Ils remarquent cependant que cette faiblesse permet de rendre l’héroïne « humaine et faillible » au-delà de son statut messianique, et que son pacifisme est finalement forgé par cette lutte intérieure contre son côté sombre.
Dans son analyse de l’œuvre de Miyazaki, Gaël Berton voit dans cette colère enfouie et parfois incontrôlable qui la fait douter d’elle-même une faillibilité paradoxale qui humanise Nausicaä ; bien qu’elle soit « courageuse, déterminée, aimée et a priori sans peur », elle n’est pas « l’héroïne parfaite qu’il aurait été facile de créer ».

### Parcours initiatique et dilemme cornélien
Raphaël Colson et Gaël Régner remarquent que le parcours des jeunes héros de Miyazaki suit de manière assez générale le même schéma directeur. D’un « espace fermé » initial, représentant la bulle où ils ont vécu leur enfance, par un parcours initiatique, parsemé d’obstacles divers et symbolisant le passage de l’état d’enfant à celui d’adulte en devenir, ils accèdent à un autre espace fermé, un « jardin secret ». Cette accession se fait par un passage, généralement secret.
Nausicaä n’échappe pas à cette règle ; non seulement elle-même cultive au sein de son espace fermé d’origine un jardin secret personnel (accessible par une porte dérobée dans un mur de sa chambre), où elle commence à étudier la forêt toxique, mais lors de son parcours initiatique, elle accède à plusieurs espaces fermés difficiles d’accès, qui sont autant de lieux lui permettant d’accéder à la connaissance sur la forêt et le monde ayant précédé le cataclysme apocalyptique.
Le premier passage, et le seul présent dans l’anime, se fait lorsque l’héroïne, accompagnée d’Asbel, tombe au sein de la forêt toxique et se fait engloutir par les sables mouvants qui tapissent son sol. Se retrouvant sous les arbres, dans un espace non contaminé par les spores toxiques, elle comprend alors pleinement la raison d’être de la forêt.
Mais selon les deux auteurs, le plus beau voyage pour atteindre un de ces espaces fermés se trouve dans le manga, quand, accompagnée de Selm et de Miralupa dans son esprit, elle atteint les limites de la forêt et y découvre « un monde régénéré et vierge de toute souillure ». Bien que Nausicaä ne puisse faire cette traversée que par le biais d’une vision, car ses poumons sont adaptés à la pollution et ne pourraient supporter un air aussi pur, « le seul fait de savoir a suffi pour que son âme tourmentée s’apaise ». La jeune fille décide cependant de taire ce secret, « scellant ainsi le destin qu’elle trace pour son « peuple » », car même si « ce serait si merveilleux de vivre tous ensemble, dans ce monde libéré de poisons et de miasmes », elle estime que cette nature régénérée est encore trop faible pour subir la folie des hommes, et qu’il faudra un millénaire pour qu’elle devienne plus forte et que l’homme acquière peut-être la sagesse nécessaire pour ne pas la détruire.
D’après Nathalie Dufayet, la scène au jardin paradisiaque de Shuwa (auquel Nausicaä accède, transportée par le gardien), représente un passage initiatique durant lequel elle sort de l’enfance en apprenant « la vérité sur la culpabilité nichée au cœur de l’être » : le gardien du jardin la met en garde, car vouloir sauver le monde peut amener au pouvoir et à la tyrannie ; il lui démontre également que cette aspiration est vaine, car la disparition du monde actuel et de ses habitants est inéluctable, afin de « céder sa place, selon la loi du cycle, à un autre monde, régénéré ». Malgré ce fait, Nausicaä choisit finalement d’aller à l’encontre de cette inéluctabilité, et de se battre pour ce monde dans lequel elle vit et qu’elle aime.
Pour Raphaël Colson et Gaël Régner, dans ce jardin, Nausicaä est « prisonnière d’une utopie bienveillante ». Elle parvient à s’en libérer de force, aidée par Selm à nouveau, considérant qu’il ne « concerne plus son monde » et « n’est qu’un mirage, ou plus exactement une image fantôme ». Elle s’aperçoit alors que l’accès au jardin est caché, se faisant par une porte invisible dans un mur.
Elle accède ensuite à un autre espace caché, le cimetière de Shuwa. La capitale dork représente selon les deux auteurs « l’exemple même de l’espace fermé abritant en son cœur un autre espace fermé ». Parvenant grâce à Ôma à pénétrer dans le sanctuaire, elle est confrontée au maître du tombeau, un superordinateur datant de l’ère précédant le cataclysme, et apprend les secrets de cette civilisation. Ce « dieu de l’ancien monde » lui demande de ne pas se mettre en travers du futur préprogrammé par ses ancêtres, qui ont créé la forêt toxique pour purifier la Terre, et conservé des embryons aptes à résister à l’air pur. Mais Nausicaä refuse ce destin, dont elle et son peuple sont les victimes sacrifiées pour cette nouvelle humanité. Malgré la tentative de séduction par la machine, qui lui promet de régénérer leurs corps modifiés pour résister à la pollution, elle « rejette toute soumission à la programmation arbitraire », considérant que cette noble cause ne « fait qu’accentuer le chaos » et que l’ordinateur n’est « qu’une puissance disparue s’accrochant à un rêve depuis longtemps évaporé ». Elle demande alors à Ôma de détruire les lieux, endossant son rôle messianique, mais choisissant une autre voie que celle tracée.

### Couples
Selon la majorité des auteurs, le côté messianique et le caractère de Nausicaä laissent peu de place au sentimental. Si Susan Napier prétend que la relation entre Nausicaä et Asbel est « potentiellement érotique », Kaori Yoshida considère au contraire, dans son travail universitaire sur l’évolution des héroïnes dans les anime, présenté à l’université Western Washington en 2002, que la jeune héroïne n’est pas conçue pour attirer le regard masculin ; elle la considère plutôt comme une « figure de mère post-œdipienne »,.
Selon Raphaël Colson et Gaël Régner, la destinée messianique de Nausicaä ne lui permet pas de lier de relations intimes. Ils caractérisent son couple avec Asbel comme une « paire d’enfants de la première génération » au même titre que Tem et Sasan de l’œuvre Le Peuple du désert (砂漠の民, Sabaku no Tami), Conan et Lana de Conan, le fils du futur (未来少年コナン, Mirai Shōnen Conan) et Pazu et Sheeta dans Le Château dans le ciel (天空の城ラピュタ, Tenkū no shiro Rapyuta), « union entre force brute et spiritualité pacificatrice ». Ils notent par ailleurs que dans le manga, Asbel deviendra « un soutien sans faille » pour Nausicaä, tout en se rapprochant plus intimement d’une jeune femme dork rencontrée lors de leur périple, Kecha. L’héroïne, quant à elle, rencontre un autre personnage masculin, un jeune homme de « ceux de la forêt » nommé Selm, qui en viendra à se déclarer à elle en l’invitant à venir vivre auprès de lui au sein de la mer de la décomposition. Si la réponse de Nausicaä est alors sans appel — elle ne peut pas abandonner son monde pour couler une vie heureuse dans la forêt —, Miyazaki laisse planer le doute à la fin du manga, évoquant la possibilité d’une union entre eux.

## Réception
En juin 1985, Nausicaä reçoit au Japon le prix du « meilleur personnage féminin de l’année » lors de l’Anime Grand Prix organisé par le magazine Animage. Lors du premier classement des « meilleurs personnages de tous les temps » du magazine Animage, en juin 1987, elle est classée 1re, initiant un « règne » sans équivalent dans la catégorie. Elle reste en tête de ce classement jusqu’en avril 1993, sauf en mai 1991 où elle se classe 2e et en novembre 1992 où elle se classe 3e. Elle continue d’apparaître systématiquement dans le top 20 jusqu’en mai 2004, puis en disparaît au profit de personnages plus récents.
Marc Hairston, à l’origine de l’introduction pour la première fois de Nausicaä de la Vallée du Vent au programme d’« arts et lettres » d’une université américaine (l’Université du Texas à Dallas), analyse un thème récurrent dans l’œuvre concernant le personnage de Nausicaä : on lui met régulièrement entre les mains un pouvoir qu’elle ne souhaitait pas, puis on lui laisse prendre les décisions difficiles. À la fin du manga, il reconnaît la même trame que dans Princesse Mononoké : Nausicaä doit faire un choix pour le futur du monde, alors qu’il ne semble y avoir aucune issue favorable quelle que soit la voie choisie.
Dans son étude Travelling sur le cinéma d’animation à l’école, Vincent Marie estime que Nausicaä de la Vallée du Vent « sollicite une réflexion sur les « personnages-types » des légendes. », Nausicaä étant « tout à la fois princesse, combattante, ambassadrice, joueuse, enfant, martyr […] permet au spectateur de s’identifier à elle et le conduit dans une légende aux résonances initiatiques ».

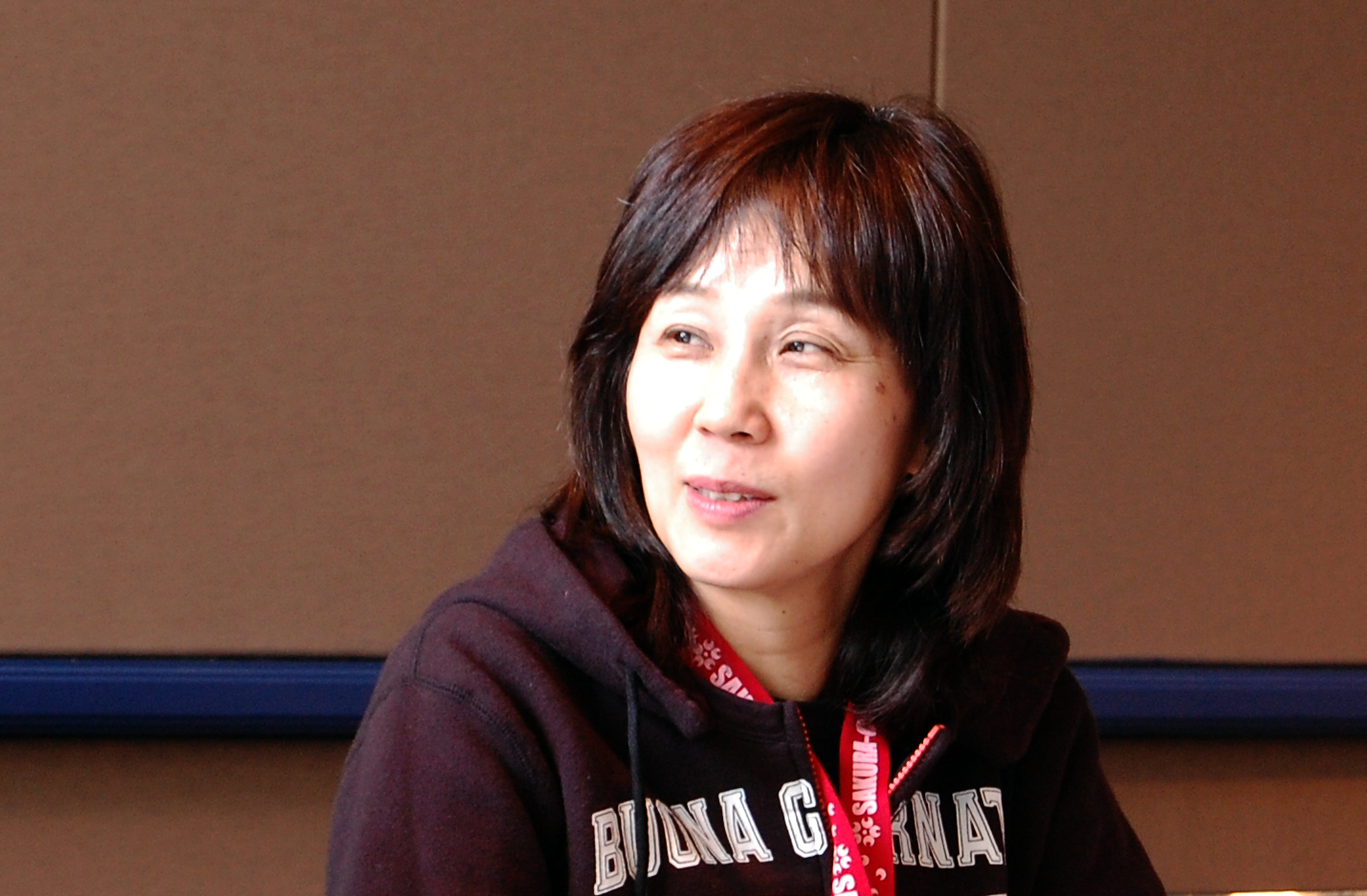
Sumi Shimamoto, la seiyū qui a doublé la voix de Nausicaä dans la version originale en japonais, au Sakura-Con en 2007.

Dans la version originale du film d’animation, Patrick Drazen salue la prestation de la seiyū de Nausicaä, Sumi Shimamoto, au moment où Nausicaä, mettant un pied dans un lac d’acide en tentant d’empêcher un bébé ômu d’y entrer, pousse un cri qu’il décrit comme « arrachant des larmes à l’auditeur et plaçant haut la barre pour les voix de dessins animés »,. Il critique par contre vivement la version américaine du film d’animation supervisée par Roger Corman (Warriors of the Wind, 1984) qui se concentre sur l’action et coupe des scènes et des dialogues qui aident pourtant à clarifier la dualité féminine entre Nausicaä et Kushana.
Dans son article d’analyse pour T.H.E.M. Anime Reviews, Stig Høgset est légèrement agacé par le caractère de Nausicaä présenté dans le film, considérant que même si les personnages féminins au caractère fort ne sont pas une nouveauté dans les œuvres du Studio Ghibli, celui de Nausicaä est un peu trop poussé. Elle est la seule dans la vallée à tenter de comprendre la forêt, dompte les insectes facilement et résout les problèmes de tout le monde, même en dehors de ses frontières. Elle demande pardon pour l’humanité au jeune ômu avec profusion de larmes, et n’hésite pas à sacrifier éventuellement sa vie pour les siens. Bien que ces faits n’empêchent pas Stig Høgset d’attribuer au film la note maximale, il se demande ironiquement si Nausicaä ne pourrait pas également marcher sur l’eau.
Au contraire, sur le site SciFi-Universe, si la critique trouve au film un certain aspect « vieillot », elle présente Nausicaä comme « un personnage féminin authentique et puissant, […] intrépide […]. Un personnage d’une bonté et d’une volonté hors norme pour appréhender toute forme de vie autour d’elle […] ».
La dépêche de l’AFP annonçant la sortie du film d’animation décrit Nausicaä « résistante, pacifiste, écologiste, utopiste et messianique », considérant que l’héroïne « reflète les influences culturelles métissées et les préoccupations de Miyazaki ».
Le dessinateur français Jean Giraud (connu également sous le pseudonyme de « Mœbius ») a découvert Nausicaä dans les années 1980 sur une cassette piratée venant du Japon récupérée par son fils. Ébloui par le travail de Miyazaki, qu’il considère comme « un génie du dessin et de la narration », il a prénommé sa fille Nausicaa, comme l’héroïne du film du mangaka qu’il préfère, et qu’il estime être un chef-d’œuvre,.

## Apparition dans les autres médias et produits dérivés
En plus du film d’animation, Nausicaä apparaît dans deux jeux vidéo édités au Japon par la société Technopolis Soft, Tokuma Shoten : un jeu d’arcade nommé Kaze no Tani no Naushika (風の谷のナウシカ, litt. « Nausicaä de la Vallée du Vent »), sorti sur NEC PC-8801 et un jeu d’aventure nommé Naushika Kiki Ippatsu (ナウシカ危機一発, litt. « Nausicaä, l’échappée belle »), sorti sur NEC PC-6001 et NEC PC-6601.
Une version américaine du film par New World Pictures, The Warriors of the Wind, supervisée par Roger Corman, est sortie en 1984. Constatant les nombreuses coupures et modifications exécutées pour ne laisser au film que l’action, y ôtant tout le message écologiste, Miyazaki s’est dit grandement choqué, et s’est juré à l’avenir de faire très attention aux conditions avant de céder les droits de ses œuvres à une production étrangère. Cette édition, où Nausicaä a été renommée « princesse Zandra » et les ômu « gorgones géantes » a été ensuite traduite dans différentes langues, dont le français en VHS en août 1991, par Vip, sous le titre La Princesse des Étoiles, réédité en DVD en 2000 par Lazer Films.
Deux livres d’art ont été édités par le Studio Ghibli, et traduits en langue française par les éditions Glénat :
- un recueil d’aquarelles lié au manga, édité en 1996 (version française en 2006), présentant en plus des aquarelles faites par Miyazaki (pour, entre autres, les couvertures du magazine Animage), des illustrations sur les prémices du personnage de Nausicaä, alors nommé « Yala »[AB 14] ;
- un artbook lié au film d’animation, présentant les techniques inhérentes et les illustrations des décors du film, ainsi que des croquis préparatoires[AB 15].

Un jeu de rôle adapté de Nausicaä de la Vallée du Vent, Nausicaä - Il gioco di ruolo (litt. « Nausicaä - Jeu de rôle ») a été créé en 1995 par les Italiens Francesco Nepitello et Marco Maggi, concepteurs de « Micro-Mutants » ; il a été édité par Nexus, et diffusé avec un numéro du magazine Kaos sous forme de supplément au jeu SimulacreS.
Des figurines de Nausicaä avec son mœve, chevauchant Kai, ou avec le bébé ômu, fabriquées par Bandai, ont été éditées en 2004.
Après la réutilisation de Teto, le renard-écureuil de Nausicaä, dans Le Château dans le ciel, le fabricant de peluches Sun Arrow a fabriqué un porte-clefs, une trousse et plusieurs peluches,, à son effigie.

## Héritage de Nausicaä dans l’œuvre de Miyazaki
Beaucoup d’éléments du film d’animation Princesse Mononoké sont à rapprocher du personnage de Nausicaä.
Raphaël Colson et Gaël Régner voient le couple formé par Ashitaka et San comme une variante du couple formé par Nausicaä et Asbel. Ashitaka est « porté par les mêmes valeurs que Nausicaä » et défend la cohabitation entre l’humanité et la nature ; de plus, comme la princesse, il joue un rôle de pacification auprès de l’autre membre du couple aveuglé par la rage et la soif de vengeance. Le personnage de San, « s’impose […] comme le reflet en négatif de Nausicaä », en tant qu’« incarnation vivante de cette faille qui terrifiait tant la princesse de la Vallée du Vent ». En effet, dans son désir de vengeance, la jeune femme-louve n’hésite pas à pénétrer dans le campement de la femme qu’elle tient pour responsable de la destruction de la forêt pour tenter de l’assassiner.
Les esquisses réalisées par Hayao Miyazaki entre 1980 et 1982 sont à l’origine de beaucoup d’idées dans plusieurs de ses films comme Nausicaä de la Vallée du Vent, Le Château dans le ciel ou Princesse Mononoké. De fait, de nombreux détails peuvent laisser à penser à une influence, alors qu’ils proviennent plutôt du même vivier.

### Tomes de Nausicaä
- Hayao Miyazaki (trad. Yann Leguin), Nausicaä de la Vallée du Vent, vol. 1, Glénat, coll. « Ghibli / Nausicaä », 29 avril 2009, 136 p., 180 × 256 mm (ISBN 978-2-7234-6834-3, présentation en ligne)
- Hayao Miyazaki (trad. Yann Leguin), Nausicaä de la Vallée du Vent, vol. 2, Glénat, coll. « Ghibli / Nausicaä », février 2011, 136 p., 180 × 256 mm (ISBN 978-2-7234-6989-0, présentation en ligne)
- Hayao Miyazaki (trad. Yann Leguin), Nausicaä de la Vallée du Vent, vol. 3, Glénat, coll. « Ghibli / Nausicaä », février 2011, 152 p., 180 × 256 mm (ISBN 978-2-7234-6834-3, présentation en ligne)
- Hayao Miyazaki (trad. Olivier Huet), Nausicaä de la Vallée du Vent, vol. 4, Glénat, coll. « Ghibli / Nausicaä », février 2011, 144 p., 180 × 256 mm (ISBN 978-2-7234-7190-9, présentation en ligne)
- Hayao Miyazaki (trad. Olivier Huet), Nausicaä de la Vallée du Vent, vol. 5, Glénat, coll. « Ghibli / Nausicaä », février 2011, 152 p., 180 × 256 mm (ISBN 978-2-7234-7307-1, présentation en ligne)
- Hayao Miyazaki (trad. Olivier Huet), Nausicaä de la Vallée du Vent, vol. 6, Glénat, coll. « Ghibli / Nausicaä », février 2011, 160 p., 180 × 256 mm (ISBN 978-2-7234-7308-8, présentation en ligne)
- Hayao Miyazaki (trad. Olivier Huet), Nausicaä de la Vallée du Vent, vol. 7, Glénat, coll. « Ghibli / Nausicaä », février 2011, 224 p., 180 × 256 mm (ISBN 978-2-7234-7309-5, présentation en ligne)

### Artbooks
- Hayao Miyazaki, Nausicaä de la vallée du vent : Recueil d’aquarelles par Hayao Miyazaki, Glénat, coll. « Ghibli / NAUSICAÄ », 9 novembre 2006, 207 p., 237 x 302 mm (ISBN 2-7234-5180-1 et 978-2-7234-5180-2, présentation en ligne)
- Hayao Miyazaki, L'art de Nausicaä de la vallée du vent, Glénat, coll. « Ghibli / NAUSICAÄ », 5 juillet 2007, 192 p., A4 / 210 x 297 mm (ISBN 978-2-7234-5718-7, présentation en ligne)

### Citations
1. ↑  Citation originale : « Nausicaä is not a protagonist who defeats an opponant, but a protagonist who understands, or accepts. She is someone who lives in a different dimension. That kind of character should be female rather than male. ».
2. ↑  Citation originale : « If we try to make an adventure story with a male lead, we have no other choice but to do Indiana Jones, with a Nazi or someone else who is a villain in everyone’s eyes. ».
3. ↑  Du terme original Master Windkey.
4. ↑  Citation originale : « […] there is something inside myself that can be called animism […] Nausicaa herself in this movie is governed by a sort of animism. ».
5. ↑  Titre original : « Female masculinity and fantasy spaces ».
6. ↑  Citation originale : « […] with a strong young female lead drawn strongly from the shōjo tradition. ».
7. ↑  Citation originale : « […] a flamboyant paean to an ideal of feminity […]. Omnicompetent, blessed with special powers, and potentially even a messiah figure ».
8. ↑  Citation originale : « healing deity ».
9. ↑  Citation originale : « Her unorthodox actions would hardly make her traditional heroine material […]. ».
10. ↑  « Elle a réussi à le calmer avec un simple sifflet à insectes et quelques grenades » (Nausicaä de la Vallée du Vent - 1984, Film d’animation - Scène où Nausicaä calme l’ômu qui poursuivait Yupa - 0:11:20).
11. ↑  « D’où lui vient cet étrange pouvoir ? (Nausicaä de la Vallée du Vent - 1984, Film d’animation - Scène où Nausicaä apprivoise Teto, puis est accueillie joyeusement par Kai et Kui - 0:13:25) ».
12. ↑  « Quel étrange pouvoir… Même avec ce renard-écureuil, une espèce pourtant rebelle à l’homme. » (Tome 1, p. 21).
13. ↑  « J’ai passé la moitié de ma vie à essayer de résoudre le mystère de la mer de la décomposition, sans me rendre compte que la clé de l’énigme se trouvait en cette enfant, juste sous mes yeux… » (Tome 1, p. 79).
14. ↑  Citation originale : « Nausicaa and Kushana are very similar-they are two sides of the same coin. ».
15. ↑  « Une haine terrifiante dort en moi, qui échappe à mon propre contrôle… » (Tome 1, p. 79).
16. ↑  « Ils dévoreraient cette terre naissante et fragile et répèteraient sans cesse les mêmes folies. » (Tome 6, p. 88).
17. ↑  « Dans un millénaire, ou peut-être plus, tu grandiras et deviendras plus forte. Et si l’humanité survit jusque-là et qu’elle apprend la sagesse… alors nous partirons te retrouver. » (Tome 6, p. 89).
18. ↑  « Nos corps ont peut-être été transformés artificiellement, mais nos vies nous appartiennent à jamais !! La vie survit par le pouvoir de la vie ! Si une telle aube doit venir, alors nous y ferons face et nous survivrons ! » (Tome 7, p. 198).
19. ↑  « Nous avons aussi la technologie de régénérer vos corps adaptés à ce monde pollué, pour que tous puissent vivre dans le nouveau monde purifié. » (Tome 7, p. 199).
20. ↑  « Que je sois damné si je la laisse mourir. » (Tome 7, p. 57).
21. ↑  « […] j’ai réalisé que le but de mon voyage était de te rencontrer. Viens vivre à mes côtés. » (Tome 6, p. 91).
22. ↑  « Merci, je suis si heureuse, mais tu te trouves en plein cœur du flot de la vie, alors que moi, je suis concernée par chaque être vivant. J’aime beaucoup trop les gens de ce monde pour les laisser. » (Tome 6, p. 91-92).
23. ↑  « Une autre légende raconte qu’elle serait partie pour rejoindre l’homme de la forêt. » (Tome 7, p. 223).
24. ↑  Citation originale : « It’s a scream that tears at the listener and raises the bar for the cartoon voices. ».